# Psammoecus concolor
Psammoecus concolor es una especie de coleóptero de la familia Silvanidae.

## Distribución geográfica
Habita en Java.